# Dr. Sommerfeld – Neues vom Bülowbogen
Dr. Sommerfeld – Neues vom Bülowbogen ist der Titel einer Vorabendserie der ARD, die von 1997 bis 2004 von der ARD produziert und gesendet wurde. Sie war der Seriennachfolger von Praxis Bülowbogen.
Im Mittelpunkt der Serie steht die Praxis des Arztes Peter Sommerfeld (Rainer Hunold), des Nachfolgers von Peter Brockmann (Günter Pfitzmann).
Peter Sommerfeld ist bei seinen Patienten sehr beliebt. Außer medizinischen hat er gern auch mal einen ganz persönlichen, ganz menschlichen Rat parat. Er behandelt Notfälle nicht nur während der Sprechstunden, sondern oft auch in seiner knapp bemessenen Freizeit. Sein Privatleben ist ihm zwar lieb und teuer, doch schafft er es nur selten, seinen Beruf aus dem Familienalltag herauszuhalten.
Zahlreiche bekannte Schauspieler sind in der Serie aufgetreten, z. B. Brigitte Mira, Gudrun Genest, Klaus Herm, Wolfgang Gruner, Jürgen Holtz, Barbara Schöne, Anna Thalbach, Denise Zich, Cordula Trantow, Manfred Lehmann, Judy Winter, Inge Wolffberg, Hans-Werner Bussinger.
Im Februar 2004 gab es in der ARD-Vorabendserie Großstadtrevier einen Gastauftritt von Rainer Hunold in seiner Rolle des Dr. Sommerfeld. Die Episode trägt den Titel Pillendreher.
In den beiden 2005 ausgestrahlten Fernsehfilmen Dr. Sommerfeld – Alte Träume, neue Liebe und Dr. Sommerfeld – Zwischen allen Stühlen mit Anja Kruse und Nina Hoger in zwei weiteren Hauptrollen werden die Geschichten der Serie weitererzählt.